# Џорџ Коен
Џорџ Реџиналд Коен (енгл. George Reginald Cohen; Лондон, 22. октобар 1939 — 23. децембар 2022) био је енглески фудбалер. Био је члан репрезентације Енглеске која је освојила Светско првенство 1966.
Читаву играчку каријеру је наступао за Фулам, за који је одиграо 459 утакмица и постигао 6 голова. За репрезентацију Енглеске је дебитовао 1962. године против Уругваја.
Био је заменик капитена Енглеске у финалу Светског првенства 1966. године против Западне Немачке, последњу утакмицу за национални тим одиграо је 1967. године.
Коен је преминуо 23. децембра 2022 у 83. години.

## Успеси

### Репрезентација
Енглеска
- Светско првенство: 1966.